# Gymnasium Schramberg

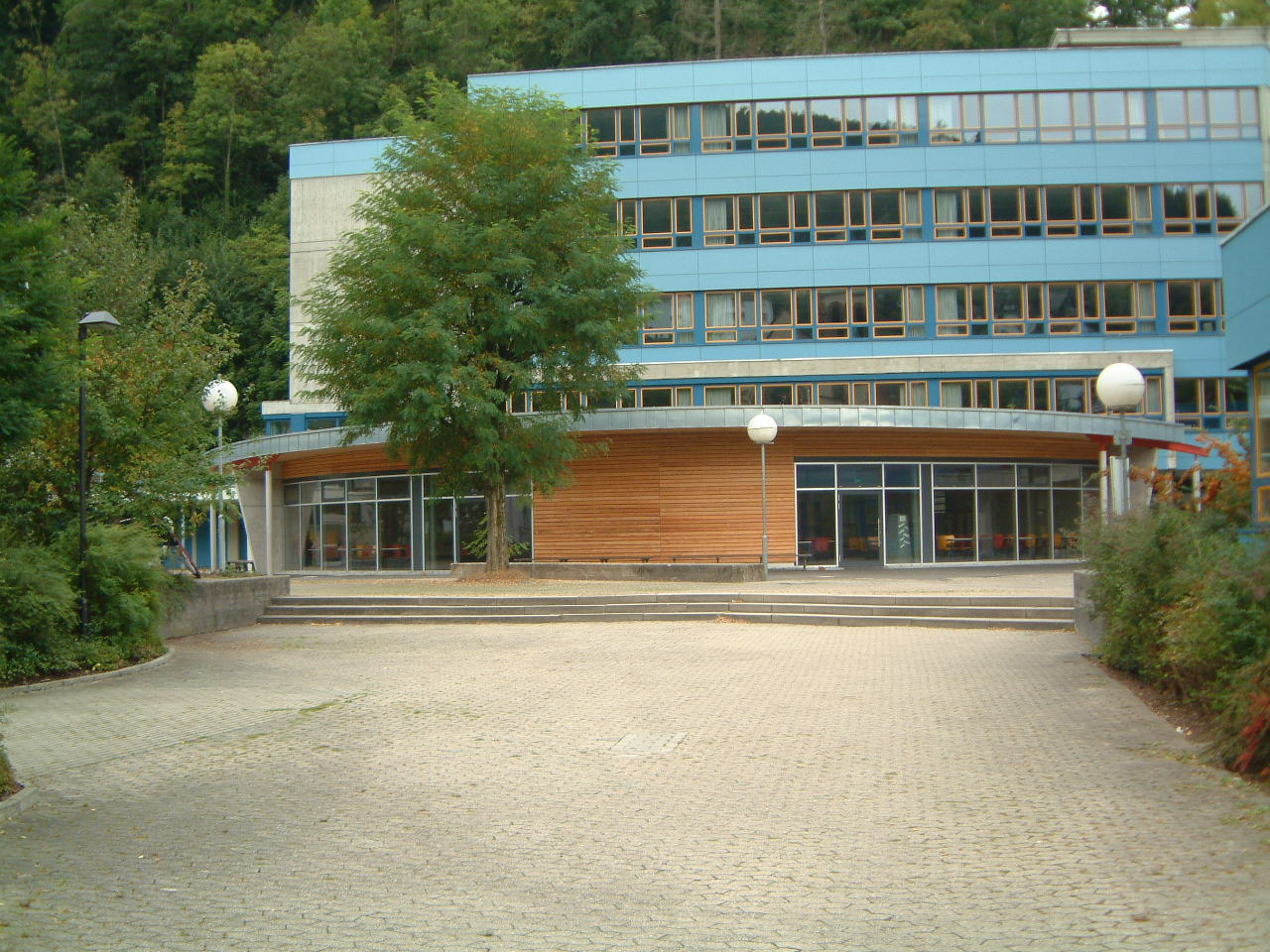

Le Gymnasium Schramberg (en français : Lycée de Schramberg) est l’un des plus grands gymnasiums de Forêt-Noire avec environ 940 élèves et 50 enseignants.

## Histoire
Le début du lycée se situe vers 1840, où l’école débute comme Realschule, une sorte de collège. Depuis 1940, l’école est devenue un vrai lycée avec une classe bachelière. Depuis 1945, l’école est nommée Gymnasium (lycée).
Le 24 et 25 juillet 2015 fut célébré le 175e anniversaire de ce lycée – qui débuta en 1840 comme Realschule.
Le Gymnasium Schramberg était un des premiers lycées allemands à avoir des échanges d’élèves avec la France et les États-Unis, et cela déjà durant les années 1960 (1964) du siècle dernier.
Ceci est surtout dû à deux hommes, à Konstantin Hank, le maire de Schramberg qui, durant presque 30 ans, engagea un des premiers jumelages de ville franco-allemands (Schramberg/Hirson), et à Robert Ditter, le proviseur du lycée de Schramberg de 1964 à 1988.

## Quelques personnalités liées au Gymnasium Schramberg
Ce paragraphe est dédié aux enseignants et anciens élèves ayant une certaine célébrité nationale ou même internationale.

### Enseignants
- Bernd Richter, un des fondateurs du ÖDP (Ökologisch-Demokratische Partei),
- Robert Ditter (1924–2007), proviseur du lycée de 1964 à 1988,
- Josef Bulach (1935–), homme politique de la CDU, proviseur du lycée à partir de 1988.

### Anciens élèves
- Kerstin Andreae, femme politique Alliance 90 / Les Verts, membre du Bundestag
- Christophe Neff, géographe franco-allemand et blogueur[2].